# Viva la mañana (El Salvador)
Viva la mañana es un programa televisivo salvadoreño matutino emitido por la cadena televisiva TCS desde el 18 de julio de 2005.
El programa es actualmente conducido por  ALe Retana de Ahuachapán, Larisa Vega, Ana Cortez, M. Sibrián y H. Urbina , B. Calderón, y el chef .
Viva la mañana se transmite en horario de lunes a viernes, de 8 a 11 AM.

## Historia
El programa nace en el 2005 como parte de un plan de expansión en el área de producción independiente de programas nacionales de Telecorporación Salvadoreña, es el segundo programa de esta línea ya que el primero en salir al aire fue Chivísimo en marzo de 2005.
Desde que se creó Telecorporación Salvadoreña en 1965, se concibió como una televisora que transmitiría principalmente programas internacionales, pero ante el creciente auge de programas de otras televisoras, TCS decide comenzar a crear nuevos programas, ya que cuenta con programas de larga trayectoria tales como Fin de Semana que se mantuvo al aire durante 33 años y Domingo Para Todos con más de 30  años de transmisión.
El 18 de julio de 2005, TCS lanza el programa Viva la mañana, donde marca precedentes por el equipo de conductores que son ampliamente reconocidos en el ámbito local. Los presentadores iniciales fueron Daniel Rucks, Luciana Sandoval, María Elisa Parker, Francisco "El chele" González, Leandro Sánchez Arauz y María Fernanda Badillo. Más tarde, en 2007, se incorporó Roberto Acosta.
El 28 de marzo de 2011, luego de más de cinco años de estar al aire, el formato sufre su mayor modificación, al estrenar imagen, un nuevo foro y un equipo renovado. El productor en esta nueva etapa del programa es Eduardo Hütt, un productor mexicano que estuvo a la cabeza de programas tales como Los 10 primeros y programas de variedad en Ritmoson Latino de Televisa. Los presentadores de Viva la mañana fueron: Luciana Sandoval, Daniel Rucks, Gerardo Parker, Gina Salazar y Linnet Lujan (apodada en el programa como "La cubanita"). En febrero de 2013, Linnet Lujan dejó el programa y fue sustituida por la colombiana Estefanía Uribe. 
A partir de 2018, el productor del programa es Javier Soriano, quien actualmente permanece asilado en Nicaragua. 
El 11 de febrero de 2019, Viva la mañana presentó nuevo equipo de presentadores: Andrea Mariona, Mario Sibrián y Álex Carranza, manteniendo la participación de Luciana Sandoval.

## Conductores en la actualidad
- Mario Sibrián
- Larissa Vega
- Henry Urbina
- Alejandra Retana
- Ana Cortez

### Reparto de 2005-2011
Junto con Luciana Sandoval el inicio de este formato estuvo conformado por:
- Francisco González 2005 -2011
- María Elisa Parker 2005 - 2010
- María Fernanda Badillo 2005 - 2009
- Leandro Sánchez 2005 - 2006
- Roberto Acosta 2007 - 2011

- Michelle Gutty 2010 - 2011
- Linnet Lujan  2011 - 2013
- Estefanía Uribe 2013 - 2016
- Daniel Rucks 2005 - 2019
- Gerardo Parker 2011 - 2019
- Gina Salazar 2011 - 2019